# Eteissaari (ö i Södra Savolax, Nyslott, lat 62,01, long 29,26)
Eteissaari är en ö i Finland. Den ligger i sjön Ylä-Luotojärvi och i kommunen Nyslott i den ekonomiska regionen  Nyslott  och landskapet Södra Savolax, i den sydöstra delen av landet, 300 km nordost om huvudstaden Helsingfors. Öns area är 1,9 hektar och dess största längd är 250 meter i sydöst-nordvästlig riktning.